# St.-Joseph (Le Havre)

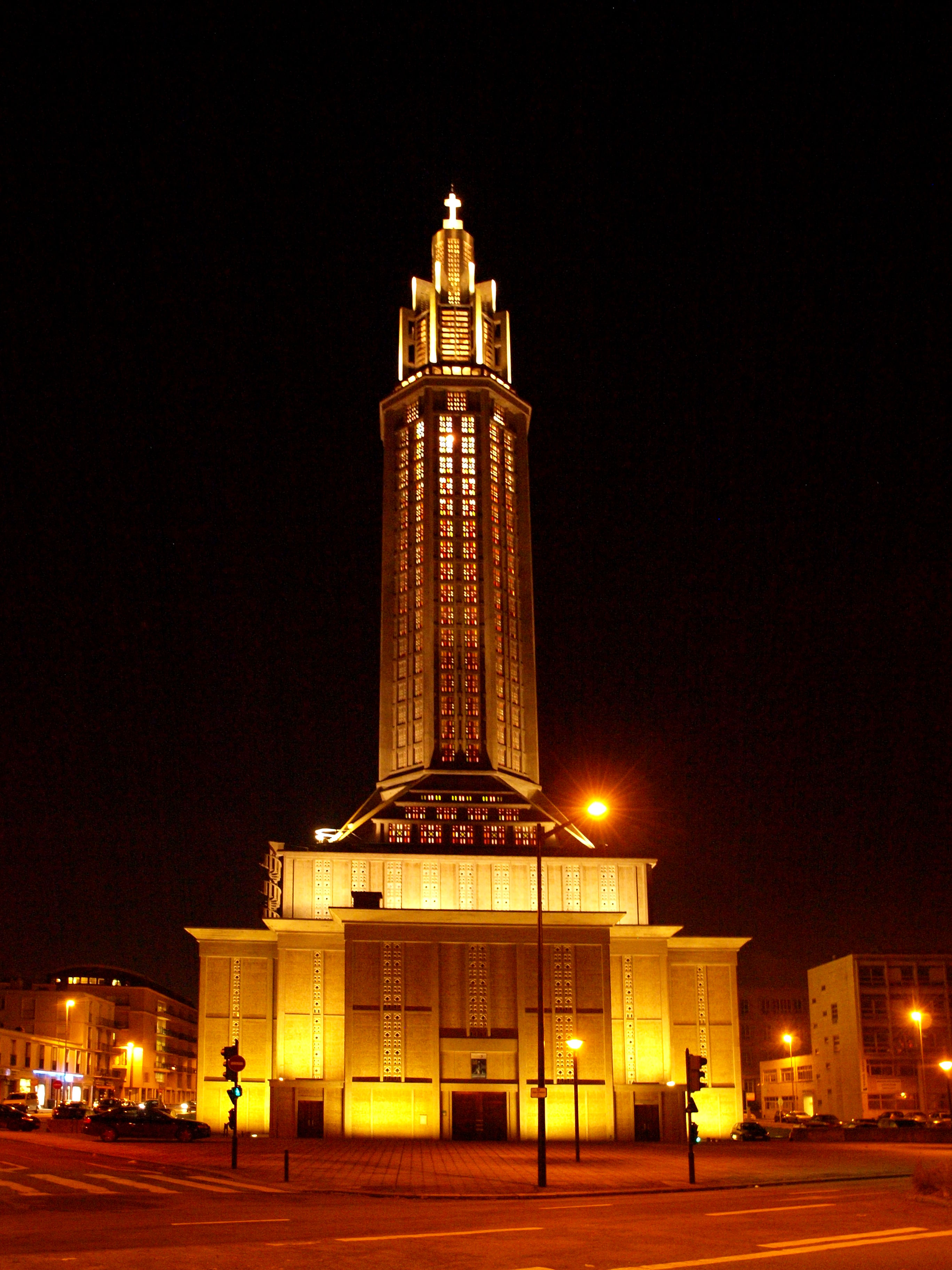
St. Joseph in Nachtbeleuchtung

Innenraum, Blick in den Turm

St. Joseph ist eine katholische Pfarrkirche in Le Havre im Seine-Maritime und eine Gedenkstätte für die Zerstörung der Stadt und für ihre Toten bei der Befreiung Frankreichs 1944.

## Geschichte

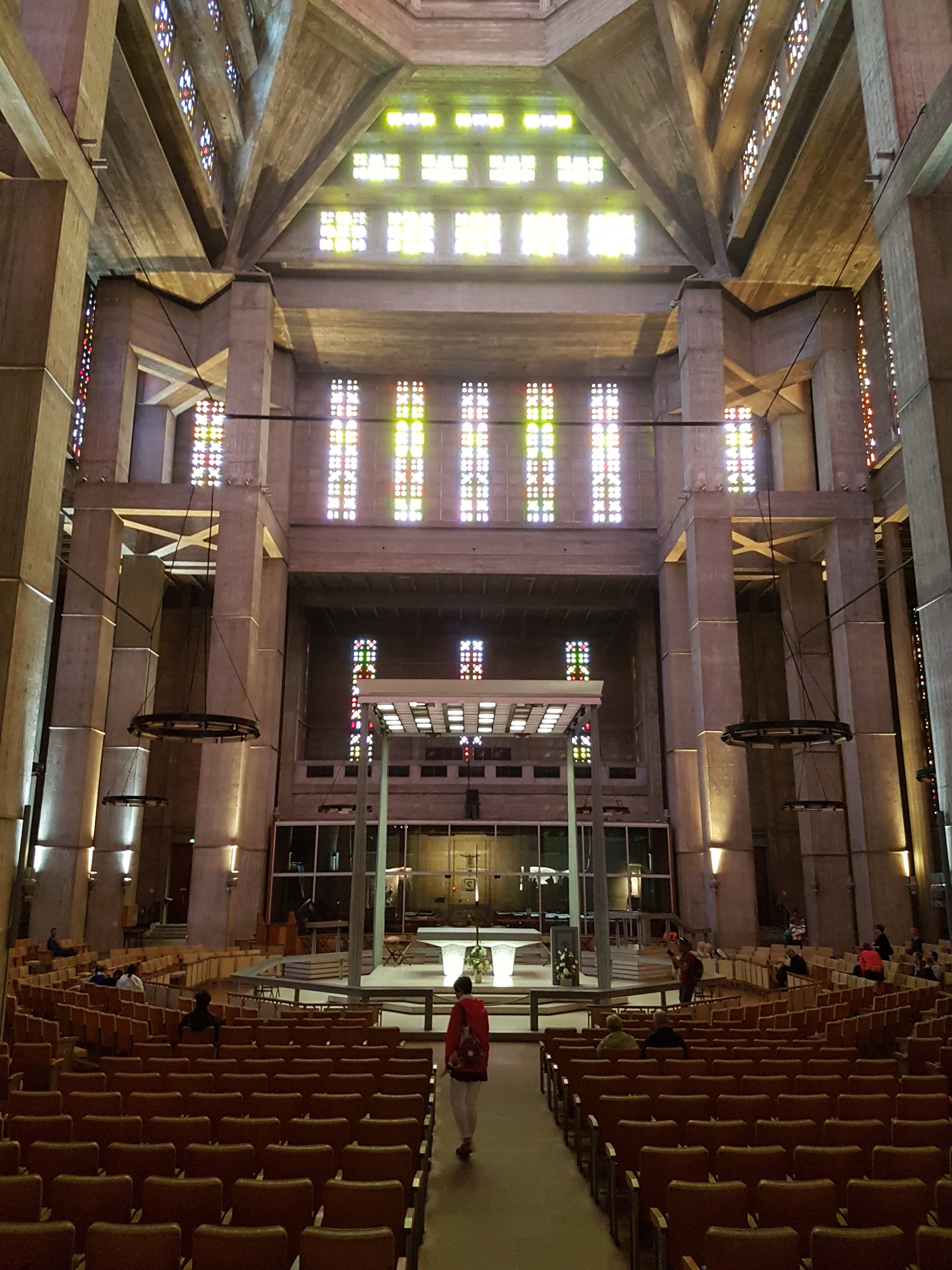
Innenansicht

1865 fand in Le Havre eine Exposition maritime mit zahlreichen Ausstellungspavillons statt. Ab 1868 wurde das Gelände als Wohnviertel bebaut. Die Pfarrkirche St. Joseph, eine neugotische Basilika, entstand bis 1873.
Nach der alliierten Landung in der Normandie in der Schlussphase des Zweiten Weltkriegs blieb Le Havre mit seinem Hafen eine Festung der deutschen Besatzungstruppen, und die Einnahme wurde Anfang September 1944 mit massiven englischen Bombardements vorbereitet. Dabei wurde die historische Bebauung fast vollständig zerstört und mindestens 5.000 Einwohner kamen ums Leben.
Die Planung des Wiederaufbaus der Stadt nach dem Krieg wurde dem renommierten Architekten Auguste Perret (1874–1954) übertragen, der sie in geometrischer Sichtbetonbauweise (Brutalismus) durchführte. Das anspruchsvollste Bauprojekt in diesem Ensemble war die neue St.-Josephs-Kirche, die nun über ihre kirchliche Funktion hinaus ein Mahnmal und „Leuchtturm“ des Gedenkens werden sollte. Die Grundsteinlegung erfolgte am 21. Oktober 1951. An der Entwicklung der Pläne war der Le Havrer Architekt Raymond Audigier beteiligt. Er führte den Bau nach Perrets Tod zu Ende. Im Juni 1957 wurde die Kirche eröffnet und 1964 geweiht. Bereits 1965 wurde sie in die Liste der Monuments historiques aufgenommen. Der Turm der Kirche wurde 1997 mit einer Innenbeleuchtung versehen. Die Kirche wurde von 2003 bis 2005 renoviert.

## Architektur und Ausstattung
Die Pläne für St. Josef sind eine Weiterentwicklung des nicht realisierten Entwurfs, den Perret 1926 beim Wettbewerb für die Votivkirche St. Jeanne d’Arc in Paris eingereicht hatte. Für Le Havre wurden die gigantischen Ausmaße reduziert und die Form weiter versachlicht. Es blieb jedoch die Grundidee eines neoklassizistischen quadratischen Saalbaus mit 40,6 m Kantenlänge, über dessen Mitte sich auf vier Gruppen von jeweils vier Säulen der alles beherrschende Laternenturm erhebt. Der Raum beinhaltet eine Kapelle und ist in der Raumhöhe durch eine Galerie gegliedert. War für Paris eine Höhe von ca. 200 m geplant, erreicht St. Joseph immerhin noch die Gesamthöhe von 107 m. Der Kirchenbau wurde auf einem Betonsockel von 2000 m3 errichtet.
Der Turm ist ein nach innen offenes, laternenbekröntes Oktogon. Seine Wände sind in kleine Fenster aufgelöst, deren symbolische Farbgestaltung Marguerite Huré entwarf. Zentral unter dem Turm befindet sich der Altar. Dieser und die übrige liturgische Ausstattung stammen von Guy Verdoya. Für das Gebäude wurden 700 t Stahl und 50000 t Beton verbaut. Eine figürliche Dekoration fehlt völlig.
Im Turm- und Kirchenäußeren wurden 12768 Glasstücke verbaut. Huré ließ sich vom Sonnenlauf inspirieren: Im Osten zeigen sich die Farben rosa und lila, als Symbolik für die Geburt; im Süden Gold und Orange als Symbol für den Triumph Christi; im Westen überwiegen Rot-Rosa-Töne und im Norden blaue Töne, die Farben der Jungfrau Maria.

## Orgeln
Die Orgel auf der Empore wurde ursprünglich 1966 für die inzwischen abgerissene St.-Thomas-Kapelle in Le Havre von Alfred Kern & fils in Straßburg gebaut und zwischen 2003 und 2004 hierher transferiert. Die neobarocke Disposition beinhaltet 13 Register, auf zwei Manuale und Pedal verteilt.
Auf der Altarinsel steht ein mobil einsetzbares Orgelpositiv.